# 스크루지 (1988년 영화)
《스크루지》(영어: Scrooged 스크루지드[*])는 리처드 도너 감독의 찰스 디킨스의 소설 《크리스마스 캐럴》을 원작으로 한 1988년 미국 영화이다.

## 출연진

### 주연
- 빌 머레이 - 프랭크 크로스 역
- 카렌 알렌 - 클레어 필립스 역
- 존 포사이드 - 로 헤이워드 역
- 존 글로버 - 브라이스 커밍스 역
- 밥 골드웨이트 - 엘리어트 로드밀크 역
- 데이비드 요한센 - 크리스마스 과거의 유령 역
- 캐롤 케인 - 크리스마스 현재의 유령 역
- 로버트 미첨 - 프레스턴 라인랜더 역
- 니콜라스 필립스 - 캘빈 쿨리 역
- 마이클 J. 폴라드 - 허만 역
- 알프리 우다드 - 그레이스 쿨리 역

### 조연
- 마벨 킹 - 그레마 역
- 존 머레이 - 제임스 크로스 역

### 단역
- 진 스피글 하워드 - 클로스 부인 역
- 준 챈들러 - 준 클레버 역
- 메리 엘렌 트레이너 - 테드 역
- 브루스 차초우 - 웨인 역
- 제프리 조셉 - IBC 임원 역
- 딕 블라서치 - IBC 임원 역
- 피터 브로밀로우 - 대주교 역
- 빌 마르쿠스 - IBC 가드 역
- 데이먼 힌스 - 스티븐 쿨리 역
- 레이나 킹 - 라넬 쿨리 역
- 폴 튜어피 - 무대 감독 역
- 레스터 윌슨 - 안무가 역
- 케이트 맥그레고-스테워트 - 여성 검열관 역
- 잭 맥기 - 목수 역
- 빌 하트 - 목수 역
- 캐시 키니 - IBC 간호사 역
- 엘빈 햄머 - 배심장 역
- 토니 스티드먼 - 급사장 역
- 리사 멘드 - 도리스 크로스 역
- 레베카 아서 - 티나 역
- 셀마 아처드 - 파티의 클로스 부인 역
- 하비 피셔 - 파티 손님 역
- 제니 류 터전드 - 파티의 푸링 역
- 로이 브록스미스 - 해고된 집배원 역
- 숀 마이클스 - 무대관리자 : '프리즈비' 역
- 스텔라 홀 - 음탕한 거짓말쟁이 비서 역
- 사치 파커 - 벨르 역
- 앤 램지 - 대피소에 있는 여자 역
- 로건 램지 - 대피소에 있는 남자 역
- 웬디 말릭 - 웬디 크로스 역
- 조엘 머레이 - 손님 역
- 미치 글라저 - 손님 역
- 수잔 아이삭스 - 손님 역
- 마리아 리바 - 코넬란더 부인 역
- 웨인 A. 핀클먼 - 오덜리 역
- 수잔 반즈 - 하피 역
- 질 사바르드 - 웨이터 역
- 마이클 오도노휴 - 성직자 역
- 딕 맥가빈 - 아나운서 역
- 스티브 카핸 - 기술자 역
- 헨리 브라운 - 기술자 역
- 제나인 잭슨 - 기술자 역
- 에이미 힐 - 기술자 역
- 마일즈 데이비스 - 거리 음악가 역
- 데이비드 샌본 - 거리 음악가 역
- 폴 샤퍼 - 거리 음악가 역

### 특별출연
- 제이미 파 - 제이콥 말리 역
- 로버트 골렛 - 로버트 골렛 역
- 버디 해킷 - 스크루지 역
- 존 하우스먼 - 존 하우스먼 역
- 리 메이저스 - 리 메이저스 역
- 팻 맥코믹 - 크리스마스 선물 유령 역 (TV)
- 브라이언 도일 머레이 - 얼 크로스 역
- 매리 루 리튼 - 매리 루 리튼 역

## 같이 보기
- 크리스마스 영화 목록